# Anton Reinisch
Anton Reinisch (genannt der Senseler) (* 26. Jänner 1763 in Volders; † 2. April 1797 in Spinges) war ein Sensenschmied in Volders und Sturmhauptmann der Rettenberger Schützen.

Alfons Siber: Anton Reinisch der Senseler von Volders

## Kriegstaten
Als Sturmhauptmann tat er sich in der Schlacht von Spinges (2. und 3. April 1797) gegen französische Truppen hervor, neben Katharina Lanz und Michael Pfurtscheller. Der Senseler, wie er später genannt wurde, soll bei dem Gefecht in Spinges die feindlichen Linien nur mit einer Kriegssense und einer Keule durchbrochen und in einem Akt der Verzweiflung 15 feindliche Franzosen niedergemacht haben. An seinem Leichnam wurden später 11 Bajonettstiche gezählt.

## Nachleben
Anlässlich des hundertsten Todestages von Anton Reinisch wurde in Volders an seinem Haus eine Gedenktafel enthüllt. Bei diesem Festakt war mit Erzherzog Ferdinand Karl auch ein prominenter Vertreter des österreichischen Kaiserhauses anwesend. Nach der Enthüllung des Gedenksteines wurden nach dem von Josef Friedrich Mair verfassten Buch Der Sensenschmied von Volders sogenannte „lebende Bilder“ arrangiert.
Bei der Kunstausstellung zur Jahrhundertfeier 1809–1909 präsentierte der aus Hall stammende Künstler Alfons Siber eine Plastik, die den Senseler von Volders darstellt. Über den Verbleib des Reliefs ist nichts bekannt.   
1958 schuf der Bildhauer Siegfried Hafner eine 2,50 m große Bronzefigur von Anton Reinisch, die seit 1992 auf dem neugestalteten Kirchplatz vor der Volksschule von Volders steht.
Vier Traditionsvereine in Volders haben im Vereinsnamen den Zusatz „Senseler“ angenommen (Senseler Schützen, Landsturmgruppe Senseler, Senseler Musikkapelle, Trachtenverein Senseler).
Zur Erinnerung an den Sensenschmied wurde auch eine Straße nach ihm benannt („Senselerstraße“).